# 150 West Jefferson
Le 150 West Jefferson est un gratte-ciel de bureaux de 139 mètres de hauteur (hauteur du toit) construit à Détroit de 1987 à 1989 dans un style post-moderne.
Avec les mats situés au sommet la hauteur maximale de l'immeuble est de 148 mètres.
Les architectes sont les agences BEI Associates, Inc. et Heller Manus Architects
La surface de plancher de l'immeuble est de 154 051 m² desservie par 13 ascenseurs.
Le bâtiment a coûté 86 millions de $.
L'immeuble est situé à l'emplacement de la bourse de Détroit. Une partie des façades de l'ancien bâtiment ont été préservées et ont été utilisés pour la décoration extérieur et intérieure.
Le bâtiment est connecté au reste du centre-ville par une station du système de transport hectométrique Detroit People Mover.